# ミリアム・キャンバオ
ミリアム・キャンバオ（Miriam Quiambao、1975年5月20日 - ）は、フィリピンの女優。

## 出演作品
- ホスピタル・オブ・ザ・デッド　～閉ざされた病院～